# Хе Бен Хи
Хе Бен Хи (19 апреля 1910 года, Корея — дата смерти неизвестна, Верхневолынское, Сырдарьинская область, Узбекская ССР) — бригадир колхоза «Большевик» Чиилийского района Кзыл-Ординской области, Казахская ССР. Герой Социалистического Труда (1950).

## Биография
Родился в 1910 году в Корее. В 1920-х годах эмигрировал вместе с родственниками на российский Дальний Восток. Проживал во Владивостоке, где до 1931 года трудился батраком. С 1931 года — матрос на пароходе Амурского речного флота, поливальщик в рисоводческом совхозе в Никольск-Уссурийске. В 1932 году окончил курсы механизаторов, после которых трудился трактористом в том же совхозе. С 1936 года работал строителем на стройках в Советской Гавани.
В 1937 году депортирован на спецпоселение в Южно-Казахстанскую область. С 1937 года — свиновод колхоза «Путь Октября» Джалагашского района Кзыл-Ординской области. Во время Великой Отечественной войны был призван на трудовой фронт, трудился на шахтах Подмосковного угольного бассейна. В 1946 году возвратился в Кзыл-Ординскую область. Трудился рядовым колхозником, звеньевым в колхозе «Большевик» Чиилийского района.
В 1949 году звено Хе Бен Хина получило в среднем по 80,7 центнеров риса с каждого гектара на участке площадью 5,1 гектаров. Указом Президиума Верховного Совета СССР от 21 июня 1950 года «за получение высокого урожая риса при выполнении колхозами обязательных поставок и контрактации по всем видам сельскохозяйственной продукции, натуроплаты за работу МТС в 1949 году и обеспеченности семенами всех видов культур в размере полной потребности для весеннего сева 1950 года» удостоен звания Героя Социалистического Труда с вручением ордена Ленина и золотой медали «Серп и Молот».
Этим же указом были удостоены звания Героя Социалистического Труда труженики колхоза «Большевик» Пак Дон Ер, Ан Дон-Дю, Ли Ен Гу и Ким Хи Хак.
С 1959 года — рисовод в колхозе имени Карла Маркса. В последующие годы до 1964 года трудился в совхозах «Гулистан», «Дружба», «Сурхандарья» в Ташкентской области. Потом работал в совхозе «Сырдарья» Сырдарьинской области (1964—1972).
Персональный пенсионер союзного значения. В последние годы своей жизни проживал в колхозе «Красный Октябрь» Ворошиловского района Сырдарьинской области с усадьбой в селе Верхневолынское (сегодня — посёлок Сайхун).
Дата смерти не установлена.